# Queens Road
『Queens Road』（クイーンズロード）は、1997年3月20日にエンジェルから発売されたプレイステーション專用ゲームソフト。キャラクターデザインは赤石沢貴士が務めている。パッケージ裏のキャッチコピーは「プリンセスの実力も、揺れるハートもあなたにおまかせ! 育てて戦うデュアルシミュレーション!」。
育成タイプのシミュレーションゲームと戦闘タイプのシミュレーションゲームを組み合わせたゲームであり、5つの国のプリンセスから一人を選んで、イフローズ大陸の主導権を握る大女王の座をかけて、自らの部隊を率いて戦いを挑んでくる。

## 登場人物
ラフィーネ・オラシオン
声 - 金月真美
騎士国家オラシオンの王女。
セシリア・アルセア
声 - 南央美
武士国家アルセアの王女。
シルヴィア・ダイナレス
声 - 佐々木庸子
工業国家ダイナレスの王女。
イシュタル・ゾル
声 - 白鳥由里
古代国家ゾルの王女。
ティファニー・カーリアン
声 - 鄉森明希
魔導国家カーリアンの王女。

## 主題歌
オープニングテーマ「LEGEND OF BLIZZARD 〜夢に吹く風〜」
作詞 - 真々花子 / 作曲：由井小雪 / 編曲 - 湯川徹＆B-CLUB・BAND / 歌 - 沢田雅世
エンディングテーマ「瞳の中のオアシス歌」
作詞 - 真々花子 / 作曲：由比正雪 / 編曲 - 湯川徹 / 歌 - 沢田雅世

## イメージヴォーカル集
- 『Queens Road IMAGE VOCAL COLLECTION』1997年1月21日発売 バンダイ・ミュージックエンタテインメント CD:APCM-5096

収録曲目
- LEGEND OF BLIZZARD 〜夢に吹く風〜(歌：沢田雅世)
- ラズベリーの森(歌：金月真美)
- ROCK'N'ROLL十字軍(歌：南央美)
- PingPong(歌：郷森明希)
- 失われた夢を求めて 〜夢航海〜(歌：金月真美、白鳥由里、南央美、佐々木庸子、郷森明希)
- BoyWolfに気をつけて(歌：金月真美、白鳥由里、南央美、佐々木庸子、郷森明希)
- 睫毛にかかる虹(歌：佐々木庸子)
- 青空が目にしみる(歌：白鳥由里)
- 瞳の中のオアシス(歌：沢田雅世)
- 永遠のエピローグ(歌：金月真美、白鳥由里、南央美、佐々木庸子、郷森明希)

## ドラマCD
- 『オリジナル・ドラマシアター Queens Road —外伝— オラシオンは燃えているか!』1997年2月21日発売 バンダイ・ミュージックエンタテインメント 2CD:APCM-9008

ディスク 1
- LEGEND OF BLIZZARD 〜夢に吹く風〜(ゲーム・ヴァージョン)(歌：沢田雅世)
- 第1話—現れた男—
- 第2話—こりゃむりだろう—
- 第3話—泣かないで—
- 第4話—血の洗礼—
- 第5話—裁定—
- 第6話—凍結人間—
- 第7話—やる時はやるわ—
- 第8話—想い—

ディスク 2
- 第9話—怒涛の探索—
- 第10話—ラフィーネ絶叫—
- 第11話—大聖堂の悪夢—
- 第12話「オラシオンは燃えているか!—
- 第13話「ささやかな第一歩—
- キャストクレジット
- 瞳の中のオアシス(ゲーム・ヴァージョン)(歌：沢田雅世)
- おしゃべりトラック
- QUEENS ROADラジオスポット(40秒タイプ)
- QUEENS ROADラジオスポット(20秒タイプ)

## サウンドトラック
- 『オリジナル・サウンドトラック Queens Road —外伝— オラシオンは燃えているか!』1997年3月21日発売 バンダイ・ミュージックエンタテインメント CD:APCM-5097

収録曲目
- QUEENS ROAD 〜序曲〜
- LEGEND OF BLIZZARD 〜夢に吹く風〜(歌：沢田雅世)
- 現れた男
- 街人の噂
- すべての始まり
- 運命の出会い
- クイーンズ・ロードの由来
- 泣かないで!サジンスキー
- 姫の貧血?
- 迫り来る漆黒の旅団
- ラフィーネよ,これが貧血を治す薬だ!
- ただ者ではないローゼン・カリバー
- ヒルバックに何が起こった!
- 噂の真相
- 凍結人間サジンスキー
- パティス,お前は
- パティスのもくろみは誰がために
- ラフィーネ怒る!
- とっておきの宝
- ローゼンの説得
- 大司教に危機迫る
- 我ら民にお指図を!
- ラフィーネ,苦汁の決断
- 哀しきパティス
- 瞳の中のオアシス(歌：沢田雅世)